# Les Faucons (web-série)
Pour les articles homonymes, voir Les Faucons.
Les Faucons est une web-série inachevée réalisée par Hugo Mañero (nom sous pseudonyme) et produite par Jean-Marc Morandini, diffusée en 2016.
La série est centrée sur une équipe de football amateur dans les cités de la banlieue parisienne.

## Épisodes
- Le Nouvel Entraîneur
- L'espoir fait vivre
- La Technique des lacets

## Scandale et annulation
En juillet 2016 la série Les Faucons fait l'objet d'un scandale dans la presse, autour du casting de mineurs pour des scènes à caractère sexuel.
Le 27 janvier 2025, la cour d'appel de Paris a reconnu Jean-Marc Morandini coupable de harcèlement sexuel envers un jeune comédien. Il a été condamné à 18 mois de prison avec sursis, une peine aggravée par rapport aux 6 mois de sursis prononcés en première instance. L'animateur a également été condamné à une amende de 50 000 euros pour « travail dissimulé » concernant des jeunes acteurs ayant participé à des castings pour la web-série Les Faucons.
Jean-Marc Morandini devra en outre payer une amende de 10 000 euros, indemniser les victimes, et suivre des soins psychologiques. Les faits remontent à 2015, lorsque Morandini, sous le pseudonyme « Catherine Leclerc », avait sollicité des jeunes comédiens âgés de 19 à 26 ans pour des vidéos à caractère sexuel dans le cadre des castings de la web-série.